# Perseguição de homens gays e bissexuais pelo Estado Islâmico
Homens gays e bissexuais têm sido violentamente perseguidos pelo grupo extremista islâmico Estado Islâmico do Iraque e do Levante (EIIL) dentro de sua região de controle no Iraque, Síria e Líbia.

## Leis relativas à atividade sexual entre pessoas do mesmo sexo
A aplicação da lei em áreas controladas pelo Estado Islâmico pretende aplicar punições em homossexuais. Isso significa que homossexuais pegos envolvidos em relações com pessoas mesmo do sexo devem ser jogados dos telhados de prédios. Se eles não morrerem com o impacto da queda, devem ser apedrejados até a morte. O Estado Islâmico publicou uma lista de ofensas que resultam em execução automática, incluindo a homossexualidade.
De acordo com Subhi Nahas, um sírio gay que escapou da Síria temendo por sua vida, ouviu dizer que, enquanto o Estado Islâmico estava poupando homens gays efeminados "pelo prazer de homens mais velhos", os homens "masculinos" suspeitos de serem gays estavam sendo mortos. Ele também afirmou que gays se juntam ao EIIL para proteger a si mesmos e suas famílias, às vezes relatando sobre outros gays para se esconderem com mais eficácia.

### Leis sobre abuso de crianças do mesmo sexo
Abu Zaid al-Jazrawi, comandante sênior do EIIL, estuprou um garoto de 15 anos que foi jogado de um prédio em Deir ez-Zor, na Síria, por ser gay. Foi relatado que al-Jazrawi foi supostamente açoitado, forçado a deixar a Síria e se juntar às frentes de combate no noroeste do Iraque. O Tribunal da Sharia teria dito que Abu Zaid deveria, como o garoto, morrer por ser gay, mas os comandantes do EIIL exigiram apenas que ele fosse enviado para lutar no Iraque.

## Execuções documentadas em território controlado pelo EIIL
Em 23 de novembro de 2014, os combatentes do EIIL apedrejaram até a morte um homem não identificado de 20 anos em Mayadin, na Síria, e um homem não identificado de 18 anos em Deir ez-Zor. Os homens eram opositores conhecidos do EIIL, e seus apoiadores dizem que o EIIL usou a alegação de que eles eram gays como justificativa para executá-los. Esta foi a primeira execução relatada de pessoas LGBT pelo EIIL.
Em 30 de abril de 2015 foi relatado que três homens, acusados de serem homossexuais, foram executados com um tiro na cabeça pelo EIIL em Derna, na Líbia. Ativistas de direitos humanos consideram esta a primeira sentença de morte contra homossexuais na história da Líbia moderna.
De 9 de dezembro de 2014 a 7 de maio de 2016, a Comissão Internacional de Direitos Humanos de Gays e Lésbicas estimou que 41 gays foram executados em territórios controlados pelo EIIL no Iraque e na Síria.
Em 22 de julho de 2016 foi relatado por ativistas que o EIIL executou um jovem iraquiano em Kirkuk, jogando-o do alto de um prédio sob a acusação de ser gay. Seu corpo foi apedrejado mais tarde pela multidão. O EIIL prendeu o homem sob o pretexto de que ele era homossexual.
Em 10 de agosto de 2016, o EIIL divulgou um vídeo mostrando a polícia religiosa da organização, conhecida como "hisbah", em "Wilayat al-Jazirah", no Iraque, que mostra um homem gay sendo jogado de um prédio. Segundo o Consórcio de Pesquisa e Análise de Terrorismo, Wilayat al-Jazirah costumava ser considerada parte de Wilayat Ninawa, que contém Mossul. Cidades vulneráveis em Wilayat al-Jazirah incluem "Tal 'Afar, Al-Ba'aj, Al-'Ayadiyyah, Al-Mahlabiyyah, Sinjar, Wardiyyah, Sanuni, Khana Sor, Ibrat al-Saghira, Al-Badi, Al-Qanat".
Em 20 de agosto de 2016, uma fonte local na província de Nínive, no Iraque, revelou que o EIIL executou quatro homens sob acusação de homossexualidade e sodomia, incluindo dois de seus próprios membros, atirando-os de um prédio.
Em 5 de dezembro de 2016 o EIIL jogou do topo de um prédio, na cidade de Maslamah, em Alepo, na Síria, um homem gay acusado de 'relações homossexuais'.
Em 9 de janeiro de 2017, um adolescente de 17 anos foi preso e jogado de um prédio pelo Diwan al-Hisba, em Mosul, sob o pretexto de que ele era "um homossexual".
Em 27 de março de 2017, membros do IS Diwan al-Hisbah publicaram fotos mostrando um homem gay sendo jogado de um telhado e sendo apedrejado até a morte em Mosul.
Em 15 de agosto de 2017, a Agência Amaq divulgou imagens mostrando um homem gay sendo jogado de um telhado na província de Deir ez-Zor.[carece de fontes?]

## Reações
Em 14 de junho de 2016, a Câmara dos Comuns do Canadá votou 166–139 contra uma moção parlamentar conservadora para reconhecer as atrocidades dirigidas a yazidis, cristãos, muçulmanos xiitas, outros grupos étnicos e religiosos e gays e lésbicas — a serem definidos como genocídio.
Os Relatórios por País do Departamento de Estado dos Estados Unidos sobre Práticas de Direitos Humanos para 2016 para os países do Iraque e da Síria afirmam que:

Da'esh publicou vídeos que descrevem supostas execuções de pessoas acusadas de atividade homossexual que incluíam serem jogadas de prédios e apedrejamento. Em julho, a UNAMI informou que um jovem havia sido sequestrado e morto em Bagdá por causa de sua orientação sexual. Fontes relataram que os seqUestradores eram membros conhecidos de grupos armados. Alguns grupos armados também iniciaram uma campanha contra homossexuais em Bagdá. A UNAMI informou que pelo menos mais três pessoas LGBTI desapareceram desde julho daquele ano (2016).

Nos anos anteriores, apareceram fotografias e vídeos mostrando Da'esh empurrando homens suspeitos de "serem gays" dos telhados da província de Raqqa ou apedrejando-os até a morte. Segundo a Outright International, em 7 de maio, o escritório de mídia do Da'esh publicou uma "reportagem fotográfica sobre a imposição da punição sharia" àqueles suspeitos de pertencer à comunidade LGBTI. As fotografias incluíam imagens de um garoto empurrado do topo de um prédio.